# تشارلي بيل
تشارلي بيل (بالإنجليزية: Charlie Bell)‏ (18 مايو 1894 المملكة المتحدة - 5 يونيو 1939 بورنموث المملكة المتحدة) هو لاعب كرة قدم بريطاني سابق كان يلعب كمهاجم.